# Petriroda
Petriroda è una frazione del comune tedesco di Georgenthal.

## Storia
Il 31 dicembre 2019 il comune di Petriroda venne aggregato al comune di Georgenthal.